# NGC 7755
NGC 7755 је спирална галаксија у сазвежђу Вајар која се налази на NGC листи објеката дубоког неба.
Деклинација објекта је - 30° 31' 25" а ректасцензија 23h 47m 51,9s. Привидна величина (магнитуда) објекта NGC 7755 износи 11,7 а фотографска магнитуда 12,4. Налази се на удаљености од 32,079 милиона парсека од Сунца. NGC 7755 је још познат и под ознакама ESO 471-20, MCG -5-56-14, UGCA 443, AM 2345-304, IRAS 23452-3048, PGC 72444.